# Christian Steenbuch
Erich Christian Werlauff Steenbuch, född 18 mars 1850 i Odense, död 9 januari 1910 i Köpenhamn, var en dansk apotekare och kemist.
Steenbuch blev candidatus pharmaciae 1872 och var därefter assistent hos professor Julius Thomsen, tills han 1889 fick privilegium på inrättandet av järnvägsapoteket. Han var främst intresserad av farmaceutisk kemi och var bland annat en verksam medlem av kommissionerna till utarbetandet av Pharmacopæa Danica (1893 och 1907), skrev åtskilliga läroböcker och höll talrika populärvetenskapliga föredrag.